# Daniele Sottile
Daniele Sottile (Milazzo, 17 de agosto de 1979) é um jogador de vôlei italiano. Membro da seleção italiana de voleibol masculino desde 2011, conquistou o segundo lugar no Campeonato Mundial de Vôlei em 2015 e a terceira posição no Campeonato Europeu de 2015, após vencer a seleção búlgara.
Em 2016, representou seu país nos Jogos Olímpicos de Verão no Rio de Janeiro.